# Scarabée licorne
Dynastes tityus
Espèce
Le scarabée licorne (Dynastes tityus), Unicorn Beetle en anglais (« Scarabée unicorne »), appartient au genre des Dynastes aussi appelés scarabées rhinocéros. Il se distingue par ses cornes et son thorax très courts. Lui et le Dynaste de Grant sont les seules espèces de scarabées rhinocéros présentes dans le sud des États-Unis. Leurs élytres sont verts, gris ou beiges avec des marques noires et l'animal entier (y compris les cornes du mâle) peut atteindre 60 millimètres de longueur. Les larves se nourrissent de bois en décomposition de différents arbres comme les merisiers et les robiniers.

## Description
Les adultes des deux sexes font 20 à 27 millimètres de large et les mâles de 40 à 60 millimètres de long. (Dynastes tityus figure donc parmi les plus longs et plus gros scarabées aux États-Unis) y compris une longue corne (corne pronotale) qui est une expansion du thorax du mâle, une deuxième corne (corne clypéale) orientée vers le haut est une expansion de la tête. Ces cornes sont utilisées dans des combats entre mâles rivaux en compétition pour une compagne; la taille de la corne reflète la disponibilité de nourriture quand l'insecte grandit. Malgré la taille des cornes, Tityus Dynastes est inoffensif pour l'homme.
Les élytres sont verts, gris ou beiges, généralement avec des marbrures noires. Le motif des dessins est unique pour chaque individu. Les insectes trouvés dans le sol ou dans du bois pourri sont souvent très foncés, avec des taches sombres sur les élytres. Ceci est le résultat de l'humidité absorbée; en effet, lorsque les élytres sont secs, ils reviennent à une couleur plus claire. À l'occasion, les deux élytres peuvent être de couleur acajou uniforme, ou un élytre peut être pâle avec des taches sombres, tandis que l'autre est de couleur acajou clair.
Tityus Dynastes figure sur un timbre émis par le Service postal des États-Unis en octobre 1999.

## Distribution
D. tityus vit dans l'est et le sud des États-Unis, depuis l'état de New York, l'Illinois et l'Indiana, jusqu'au sud de la Floride et au golfe du Mexique, l'est du Texas marquant la limite occidentale de son aire de répartition.

## Espèces semblables
Trois des 6 espèces de Dynastes trouvées dans le Nouveau Monde se rencontrent aux États-Unis ou au Mexique. Alors que D. tityus se trouve dans l'est des États-Unis, Dynastes granti se rencontre à haute altitude dans l'Arizona et l'Utah et la limite nord de Dynastes hyllus se trouve à Tamaulipas, au Mexique. D. tityus et D. granti sont très similaires et il est possible de les accoupler et d'obtenir des hybrides viables.

## Écologie et cycle de vie
L'accouplement peut durer jusqu'à 50 minutes chez D. tityus. Les lots d'œufs sont pondus dans le même site jusqu'à ce que ses ressources soient épuisées. Les larves sont de grandes larves en forme de C avec un corps blanc avec des pièces buccales broyeuses, qui se nourrissent de bois en décomposition et des détritus dans les arbres pourris et qui produisent des pelotes fécales distinctives rectangulaires d'environ 10 mm de longueur. Les larves se nourrissent sur un certain nombre d'espèces d'arbres différentes, comme le merisier, le robinier faux-acacia, le chêne, le pin et le saule. Après 12 à 18 mois, la larve se nymphose à la fin de l'été. Les adultes restent sous terre pendant l'hiver, d'abord dans leur loge nymphale. Ils émergent  l'été et vivent pendant 3 à 6 mois. Le régime alimentaire des adultes est mal connu, mais on les a vus laper la sève de frênes.

## Prédateurs
Différents prédateurs attaquent les différents stades de vie des Dynastes tityus. Les œufs sont vulnérables à une attaque d'un acarien prédateur. Les larves sont mangées par des mammifères, comme les mouffettes et les ratons laveurs, et les arthropodes vivant dans le sol, comme les mille-pattes, les carabes, les araignées et les larves de mouches Mydas.

## Galerie

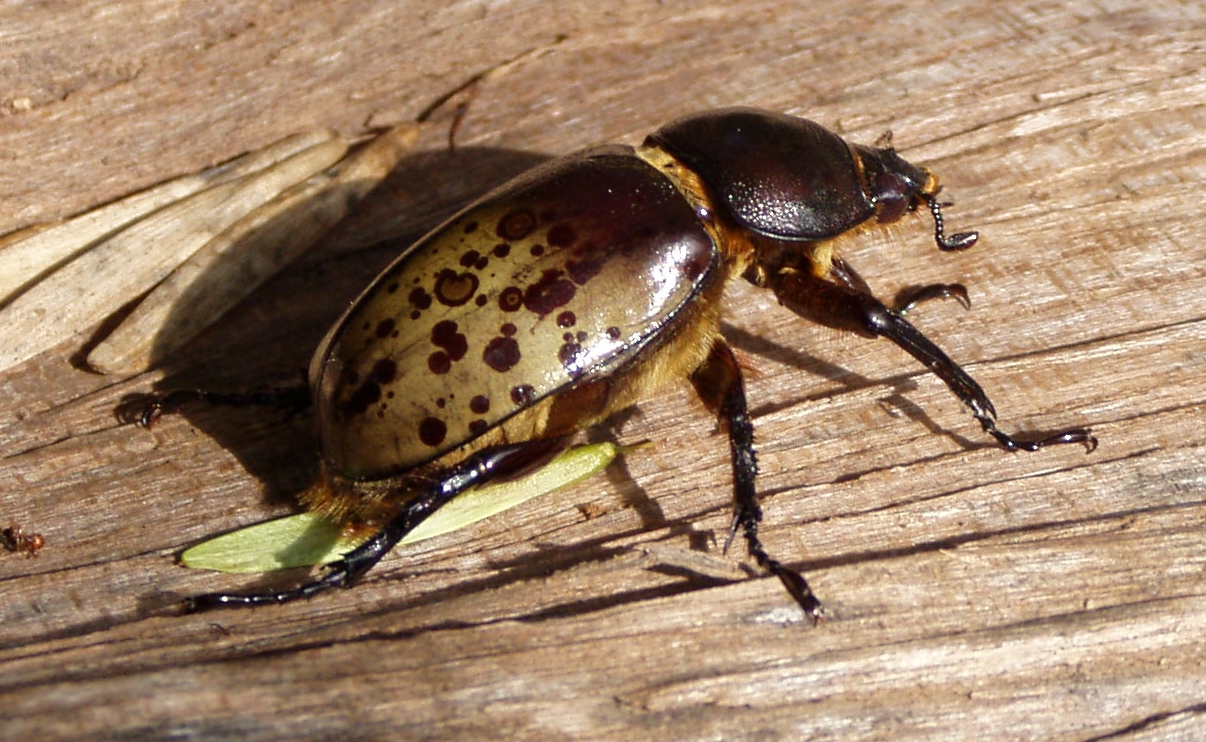
Dynastes tityus (femelle)